# Adsbøl (parochie)
Adsbøl  (tot 2010:Adsbøl Kirkedistrikt)  is een parochie van de Deense Volkskerk in de Deense gemeente Sønderborg. De parochie maakt deel uit van bisdom Haderslev en telt 566 kerkleden op een bevolking van 566 (2004).
De historische parochie werd in 1978 samengevoegd met de parochie Gråsten. Adsbøl was daardoor van 1978 tot 2010 als kirkedistrikt deel van de parochie Gråsten. De parochie was tot 1970 deel van Lundtoft Herred. In dat jaar werd de parochie opgenomen in de nieuwe gemeente Gråsten. Deze ging in 2007 op in de vergrote gemeente Sønderborg.
De parochiekerk van Adsbøl dateert uit het begin van de 13e eeuw. 